# 太深高速动车组列车
太深高速动车组列车是中国铁路运行于山西省省会太原市太原南站及广东省深圳市深圳北站的高速动车组列车，途经山西省、河南省、湖北省、湖南省、广东省五省，客运里程2152公里，列车客运乘务由广州局集团广九客运段担当。其中太原南站至深圳北站运行8小时18分，使用车次为G679次；深圳北站至太原南站运行8小时37分，使用车次为G680次。

## 历史
2024年6月21日，新增太原南~深圳北G679/680次列车。

## 使用列车
本对列车使用配属于广州局集团深圳动车运用所的CR400AF-A。